# 矢野貴之
矢野 貴之（やの たかゆき、1984年8月3日 - ）は、地方競馬の大井競馬場東京都騎手会所属の騎手である。高崎競馬場の丸山務厩舎にかつて所属していたが、高崎競馬の廃止に伴い移籍した。

## 戦歴
- 2002年3月31日付けで騎手免許取得[1]。
- 2002年
  - 4月12日　高崎競馬第3競走でデビュー。ハンティングレディに騎乗し8着[1]。
  - 5月3日　高崎競馬第2競走でコスモヒリュウに騎乗し、初勝利[1]。
- 2004年
  - 10月3日　奥利根賞でエフケーアニカに騎乗し優勝。重賞初勝利[2]。
  - 12月19日　中山競馬第7競走で中央競馬初騎乗。ラモームリックに騎乗し12着[3]。
  - 12月31日　高崎競馬最終日。第7競走でファストショウグンに騎乗（3着）。第9レース以降も騎乗予定があったが、第8競走で雪のためレースが打ち切られたため、これが高崎競馬での最後の騎乗となった。
- 2005年
  - 1月23日　当時、高崎競馬再興のため活動していた新高崎競馬応援団が主催する第1回開設記念模擬レース（境町トレーニングセンター）に参加。
  - 1月29日　根岸ステークスで中央重賞初騎乗。サンエムキングに騎乗し16着。高崎競馬所属としての最後の騎乗となる。
  - 2月2日　大井競馬高橋三郎厩舎に移籍[4]。
  - 5月9日　大井競馬で移籍後初騎乗。第4競走でアルファチャーミィに騎乗し4着。
  - 5月13日　大井競馬第4競走でベルモントソニックに騎乗し移籍後6戦目で初勝利[5]。
- 2007年12月28日　大井競馬第3競走でイカンセンに騎乗し勝利。地方通算100勝達成。
- 2010年10月12日付で高橋三郎厩舎から森下淳平厩舎に所属変更[6]。
- 2012年10月21日　大井競馬第7競走サンクスナイト賞をペタジーニで勝利し、地方競馬通算200勝を達成[7]。
- 2012年12月27日付で森下淳平厩舎から東京都騎手会所属となった[8]。
- 2015年11月2日　大井競馬第5競走をソライロノハナで勝ち、地方競馬通算500勝を達成[1]。
- 2018年
  - 2月22日　大井競馬第6競走をストーミースターで勝利し、地方通算1000勝を達成[9]。
  - 6月6日　大井競馬第11競走「第64回東京ダービー」をハセノパイロで勝利[10]。
- 2020年
  - 1月10日　船橋競馬第12競走プリムラ特別でモンサンアルナイルに騎乗し1着となり、地方競馬通算1500勝を達成[11]。
  - 4月2日　マリーンカップをサルサディオーネで勝利し、ダートグレード競走初制覇[12]。
  - 11月3日　JBCスプリントをサブノジュニアで勝利し、JpnI競走初制覇[13]。
- 2021年
  - 1月13日　2020年NARグランプリ殊勲騎手賞を初受賞[14]。
- 2022年
  - 2月1日　川崎競馬第7競走をプラチナラインで勝利し、地方通算2000勝を達成[15]。
- 2024年2月16日　大井競馬第8競走でバクシンフォワードに騎乗し1着となり、地方競馬通算2500勝を達成[16]。
- 2025年
  - 3月27日　大井競馬において1日最多の7勝を挙げる。南関東競馬において初の1日7勝[17]。
  - 6月8日　東京競馬第2競走をトライゴーニックで勝利し、中央競馬14戦目で初勝利[18]。

## エピソード
所属していた高橋三郎厩舎の所属馬でJBCスプリントを制したフジノウェーブの調教パートナーを担当していることでも知られる。JBCスプリントを制した時に高橋師は矢野騎手の努力もあったと讃えていた。

## 主な重賞勝ち鞍
- ダートグレード競走[2]
  - マリーンカップ：サルサディオーネ（2020年）
  - JBCスプリント：サブノジュニア（2020年）
  - クイーン賞：サルサディオーネ（2020年）
  - スパーキングレディーカップ：サルサディオーネ（2021年）
  - 日本テレビ盃：サルサディオーネ（2021年）
  - さきたま杯：サルサディオーネ（2022年）
  - テレ玉杯オーバルスプリント：スマイルウィ（2024年）
- 北関東重賞[2]
  - 奥利根賞：エフケーアニカ（2004年）
- 南関東重賞[2]
  - 桜花賞：シャークファング（2014年）
  - 東京プリンセス賞：ティーズアライズ（2015年）、アクアリーブル（2020年）
  - 黒潮盃：ブラックレッグ（2015年）
  - 戸塚記念：ミスアバンセ（2015年）、セイカメテオポリス（2021年）
  - 鎌倉記念：ポットガイ（2015年）、インペリシャブル（2019年）
  - ニューイヤーカップ：モリデンルンバ（2016年）、ホーリーグレイル（2025年）
  - 川崎マイラーズ：モンサンカノープス（2016年）
  - 優駿スプリント：エイシンヒート（2016年）、ティントレット（2024年）
  - 平和賞：スカイサーベル（2016年）
  - 羽田盃：キャプテンキング（2017年）
  - 報知グランプリカップ：リッカルド（2018年）、エルデュクラージュ（2024年）
  - フジノウェーブ記念：リッカルド（2018年）、ギャルダル（2024年）
  - 大井記念：リッカルド（2018年）
  - ブリリアントカップ：リッカルド（2018年）
  - 東京ダービー：ハセノパイロ（2018年）
  - ハイセイコー記念：ラプラス（2018年）、マンダリンヒーロー（2022年）、スマイルマンボ（2024年）
  - ロジータ記念：クロスウィンド（2018年）
  - ユングフラウ賞：ポットギル（2019年）
  - アフター5スター賞：サブノジュニア（2020年）
  - プラチナカップ：アンティノウス（2021年）、ティントレット（2025年）
  - マイルグランプリ：ティーズダンク（2021年）、スマイルウィ（2023年・2024年）
  - スパーキングサマーカップ：サルサディオーネ（2021年）
  - ゴールドジュニア：ママママカロニ（2021年）、ランベリー（2024年）
  - 京成盃グランドマイラーズ：スマイルウィ（2022年）
  - 埼玉新聞栄冠賞：ライトウォーリア（2022年）
  - サンタアニタトロフィー：スマイルウィ（2022年）
  - ローレル賞：マカゼ（2022年）
  - 勝島王冠：ライトウォーリア（2022年）
  - ゴールドカップ : スマイルウィ（2022年・2023年）
  - 報知オールスターカップ：エルデュクラージュ（2023年）
  - 東京記念：ナッジ（2024年）
- その他地区重賞
  - 日高賞：コパノバウンシ（2014年）
  - OROカップ：ロゾヴァドリナ（2015年）、アトミックフォース（2022年）
  - オパールカップ：ロゾヴァドリナ（2015年）
  - ビューチフルドリーマーカップ：サルサディオーネ（2022年）
  - 金沢シンデレラカップ：ショウガタップリ（2022年）
  - せきれい賞：ヴィゴーレ（2023年）
  - ダイヤモンドカップ：シーソーゲーム（2025年）

## 不祥事
2022年の第4回川崎競馬3日目（7月26日）、通信機器を騎手控室に持ち込んだとして騎乗停止10日の処分を受けた。通信履歴等を調査したところ、通信内容は騎乗依頼仲介者との騎乗調整に対する返信のみで競馬の公正を損なう通信は認められなかったが、本人の騎乗を自粛する申し入れがあったため、7月20日から8月13日まで騎乗を自粛した。